# موسالو (هریس)
موسالو یکی از روستاهای استان آذربایجان شرقی است که در دهستان بدوستان شرقی بخش مرکزی شهرستان هریس شهرستان هریس واقع شده‌است. تاریخچه :"تاریخچه: در کتاب وقف نامه ربع رشیدی نوشته رشیدالدین فضل اله همدانی (قرن هفتم هجری) در ردیف ۱۱۶ صورت موقوفات ربع رشیدی چنین آمده است:" قریه سرخه دوزج از مزارع ناحیت خانمرود از بلاد آذربایجان از توابع مدینه تبریز، حدود آن متصل است به اراضی قریه هرس و به اراضی قریه پرام سفلی و به اراضی قریه شترخان و به اراضی قریه باروج و به اراضی قریه شمشاد با جمیع توابع و لواحق و مضافات و منسوبات."